# Kapfenberger SV
Kapfenberger Sportvereinigung (normalt bare kendt som Kapfenberger SV) er en østrigsk fodboldklub fra byen Kapfenberg i Steiermark. Klubben spiller i 2. Liga, og har hjemmebane på Franz-Fekete-Stadion. Klubben blev grundlagt den 14. september 1919.